# Alex Wilkinson
Alexander William Wilkinson (ur. 13 sierpnia 1984 w Sydney) – australijski piłkarz występujący na pozycji obrońcy w koreańskim klubie Jeonbuk Hyundai Motors oraz w reprezentacji Australii. Znalazł się w kadrze na Mistrzostwa Świata 2014.